# Русский Ляждур
Русский Ляждур (мар. Руш Лаждӱр) — упразднённая деревня в Куженерском районе Республики Марий Эл. Входила в состав Юледурского сельского поселения. В 2023 году включена в состав села Юледур.

## География
Находится в северо-восточной части республики Марий Эл на расстоянии приблизительно 16 км на восток от районного центра посёлка Куженер.

## История
Известна с 1859 года как казённый починок из 19 дворов с 170 жителями. В 1874 году в деревне было 50 дворов, проживали русские, 300 человек. В 1891 году в деревне было 38 дворов. В 1945 году в деревне было 50 дворов, проживало 212 человек. В 1960 году в деревне было 23 двора, проживало 98 человек. В 2005 году в деревне оставалось два дома. В советское время работали колхозы «Трудовик», позже ПКСХА «Искра».

## Население
| 2010 |
| ---- |
| 10   |

Население составляло 7 человек (мари 71 %, русские 29 %) в 2002 году, 10 в 2010.